# Округ Декаб (Тенеси)
Округ Декаб (енгл. DeKalb County) је округ у америчкој савезној држави Тенеси.

## Демографија
По попису из 2010. године број становника је 18.723, што је 1.3 (7,5%) становника више него 2000. године.
| Група             | 2000.          | 2010.          |
| Белци             | 16.338 (93,8%) | 16.980 (90,7%) |
| Афроамериканци    | 250 (1,4%)     | 250 (1,3%)     |
| Азијати           | 24 (0,1%)      | 49 (0,3%)      |
| Хиспаноамериканци | 633 (3,6%)     | 1.239 (6,6%)   |
| Укупно            | 17.423         | 18.723         |